# Канадско-китайские отношения
Канадско-китайские отношения — двусторонние дипломатические отношения между Канадой и Китаем.

## История
Канадско-китайское сотрудничество существовало задолго до установления дипломатических отношений в 1970 году. В настоящее время Канада сотрудничает с Китайской Народной Республикой во многих областях, в том числе в области торговли, здравоохранения, образования и культуры. Многие канадские правительственные ведомства заключили меморандумы о взаимопонимании со своими китайскими коллегами, а также проводят регулярные встречи на различных уровнях. В Канаде проживает более 1,3 миллиона жителей китайского происхождения. В 2014 году в Канаде проходили обучение более чем 110 000 китайских студентов в учебных заведениях, а китайский язык является третьим наиболее распространенным языком Канады после английского и французского языков.

## Торговля
Китай является вторым по величине торговым партнёром Канады после Соединённых Штатов Америки. В 2009 году двусторонний товарооборот составил сумму 50,8 млрд долларов США, продемонстрировав снижение на 4,3 % по сравнению с уровнем 2008 года. В 2009 году канадский экспорт товаров в Китай составил сумму 11,2 млрд долларов США, что на 6,6 % больше по сравнению с 2008 года, сделав рынок Китая третьим по величине для экспорта Канады. Китай является вторым по величине источником импортных товаров для Канады. В 2009 году прямые канадские инвестиции в экономику Китая составил сумму 3,3 млрд долларов США, что составляет менее 1 % от общего объема прямых иностранных инвестиций в эту страну. Объем прямых иностранных инвестиций Китая в экономику Канады составил менее 2 % от общего объема ПИИ в этой стране, при этом был продемонстрирован рост инвестиций: с 928 млн долларов США в 2005 году до почти 8,9 млрд долларов США в 2009 году.